# دار الغرناج (حبيش)

تعديل مصدري - تعديل

دار الغرناج محلة تابعة لقرية الحطيم، التابعة لعزلة الجعافرة بمديرية حبيش إحدى مديريات محافظة إب في الجمهورية اليمنية، بلغ تعداد سكانها 60 حسب تعداد اليمن لعام 2004.